# Гайнц Валькерлінг
Гайнц Валькерлінг (нім. Heinz Walkerling; 19 травня 1915, Кіль — 16 вересня 2001, Мюльгайм-на-Рурі) — німецький офіцер-підводник, капітан-лейтенант крігсмаріне.

## Біографія
5 квітня 1935 року вступив на флот. З серпня 1939 року служив на борту мінного загороджувача «Ганзейське місто Данциг», з березня 1940 року — есмінця «Бруно Гайнеманн». В жовтні 1940 року перейшов у підводний флот. Після проходження навчання в березні 1941 року призначений 1-м вахтовим офіцером підводного човна U-431, на якому здійснив 2 походи (разом 63 дні в морі), під час яких був потоплений 1 малий корабель. В листопаді-грудні 1941 року пройшов курс командира човна в 24-й флотилії, після чого пройшов курс будови човна. З 28 січня 1942 по 19 квітня 1943 року — командир U-91, на якому здійснив 3 походи (разом 156 днів у морі), після чого служив у 9-й, 24-й і 19-й флотиліях. З вересня 1944 року — інструктор торпедного училища Мюрвіка.
Всього за час бойових дій потопив 5 кораблів загальною водотоннажністю 27 569 тонн.
| Дата            | Назва корабля    | Тип                   | Тоннаж | Вантаж                                                                                             | Екіпаж | Загинули | Країна             | Конвой |
| --------------- | ---------------- | --------------------- | ------ | -------------------------------------------------------------------------------------------------- | ------ | -------- | ------------------ | ------ |
| 14 вересня 1942 | «Оттава»         | Есмінець              | 1,375  | | 201    | 132      | Канада             | ON 127 |
| 26 вересня 1942 | New York         | Пасажирський пароплав | 4 989  | Баласт                                                                                             | 68     | 38       | Британська імперія | RB-1   |
| 17 березня 1943 | Harry Luckenbach | Торговий пароплав     | 6,366  | 8381 тонна генеральних вантажів                                                                    | 80     | 80       | США                | HX 229 |
| 17 березня 1943 | Irénée Du Pont   | Торговий пароплав     | 6 125  | 5800 тонн генеральних вантажів, 3200 тонн нафти і 11 середніх бомбардувальників як палубний вантаж | 84     | 14       | США                | HX 229 |
| 17 березня 1943 | Nariva           | Торговий пароплав     | 8 714  | 5600 тонн морожених харчових продуктів                                                             | 94     | 0        | Британська імперія | HX 229 |

## Звання
- Кандидат в офіцери (5 квітня 1935)
- Морський кадет (25 вересня 1935)
- Фенріх-цур-зее (1 липня 1936)
- Оберфенріх-цур-зее (1 січня 1938)
- Лейтенант-цур-зее (1 квітня 1938)
- Оберлейтенант-цур-зее (1 жовтня 1939)
- Капітан-лейтенант (1 червня 1942)

## Нагороди
- Медаль «За вислугу років у Вермахті» 4-го класу (4 роки)
- Залізний хрест 2-го класу